# غاريث باتي
غاريث باتي (13 أكتوبر 1977 في المملكة المتحدة - ) (بالإنجليزية: Gareth Batty)‏ هو لاعب كريكت بريطاني. شارك مع منتخب إنجلترا للكريكت. أما مع النوادي، فقد لعب مع نادي مقاطعة سري للكريكت ‏ ونادي مقاطعة ورسسترشاير للكريكيت ‏ ونادي مقاطعة يوركشاير للكريكت ‏.

## وصلات خارجية
- غاريث باتي على موقع إي آس بي آن كريك إنفو (الإنجليزية)